# Соммарива-дель-Боско
Соммарива-дель-Боско (итал. Sommariva del Bosco) — коммуна в Италии, располагается в регионе Пьемонт, в провинции Кунео.
Население составляет 6326 человек (2008 г.), плотность населения составляет 176 чел./км². Занимает площадь 35 км². Почтовый индекс — 12048. Телефонный код — 0172.
Покровительницей коммуны почитается Пресвятая Богородица, празднование 6 мая.

## Демография
Динамика населения:

## Известные уроженцы, жители
Грегорио Алазиа да Соммарипа (1578, Соммарива-дель-Боско — 1626, Рим) — итальянский католический священник, лексикограф и историк, автор первого итало-словенского словаря.

## Города-побратимы
- Портена, Аргентина (1998)

## Администрация коммуны
- Официальный сайт: http://www.sommarivabosco.it/